# Tukutuku rakiurae
Tukutuku rakiurae is een hagedis die behoort tot de gekko's en de familie Diplodactylidae.

## Naam en indeling
De wetenschappelijke naam van de soort werd voor het eerst voorgesteld door Bruce W. Thomas in 1981. Oorspronkelijk werd de naam Hoplodactylus rakiurae gebruikt. De gekko werd lange tijd tot het geslacht Nieuw-Zeelandse gekko's (Hoplodactylus) gerekend zodat veel literatuur dit vermeld. De gekko werd door Nielsen, Bauer, Jackman, Hitchmough en Daugherty in 2011 aan het geslacht Tukutuku toegewezen en is tegenwoordig de enige vertegenwoordiger van deze monotypische groep.
De wetenschappelijke geslachtsnaam Tukutuku is afgeleid van het Maorische woord voor getralied. Deze naam slaat op de opmerkelijke tekening van de soort. De soortaanduiding rakiurae is afgeleid van de Maori-naam 'Rakiura' die gebruikt wordt voor Stewarteiland.

## Levenswijze
Tukutuku rakiurae is vivipaar ofwel levendbarend. Deze soort komt voor in streken waar het te koud is voor het embryo om zich te ontwikkelen in een ei in de bodem.

## Verspreiding en habitat
De gekko komt endemisch voor in Nieuw-Zeeland, en dan alleen op het eiland Stewarteiland. Het verspreidingsgebied van deze hagedis is het zuidelijkst van alle soorten gekko's. De habitat bestaat uit gematigde scrublands en draslanden.

## Beschermingsstatus
Door de internationale natuurbeschermingsorganisatie IUCN is de beschermingsstatus 'bedreigd' toegewezen (Endangered of EN).